# Torre de Cabanzón
La torre de Cabanzón és una torre de sentinella fortificada situada a Cabanzón, al municipi d'Herrerías (Cantàbria, Espanya), que formava part d'un sistema de fortificacions a la vall del Nansa.
El 1992 va ser declarada Bé d'interés cultural.

## Estructura
Es tracta en realitat d'una torre amb una petita muralla, successivament reformada o reconstruïda, creient-se que la construcció original podria ser del segle xii. Va pertànyer al senyoriu de Ràbago.
És de planta quadrada, d'uns 10 m de costat, i la seva part superior va ser escapçada segons la norma del segle xv pels conflictes dels senyors contra la monarquia. Els murs són de carreu units amb morter, reforçats amb carreus en els buits i les cantonades, com és típic d'aquestes construccions. L'entrada de la muralla no conduïa directament a la porta de la torre, per obstaculitzar el pas a l'enemic. La pròpia muralla, d'uns 3 metres d'alçada, té espitlleres, pel que es data entorn del segle xv. La muralla també posseeix merlets quadrats i un passeig de ronda, encara que bastant estret.
Una rehabilitació contemporània va recuperar els seus merlets i li va dotar d'una coberta a quatre aigües.